# Diachrysia
Genre
Diachrysia est un genre de lépidoptères (papillons) nocturnes de la famille des Noctuidae.

## Liste des espèces
- Diachrysia aereoides (Grote, 1864).
- Diachrysia balluca Geyer, 1832.
- Diachrysia bieti (Oberthür, 1884).
- Diachrysia chrysitis (Linnaeus, 1758) - Plusie vert-doré
- Diachrysia chryson (Esper, 1789).
- Diachrysia coreae (Bryk, 1949).
- Diachrysia generosa (Staudinger, 1900).
- Diachrysia leonina (Oberthür, 1884).
- Diachrysia nadeja (Oberthür, 1880).
- Diachrysia stenochrysis (Warren, 1913).
- Diachrysia zosimi (Hübner, 1822).